# Kiewer Nationale Universität für Bauwesen und Architektur

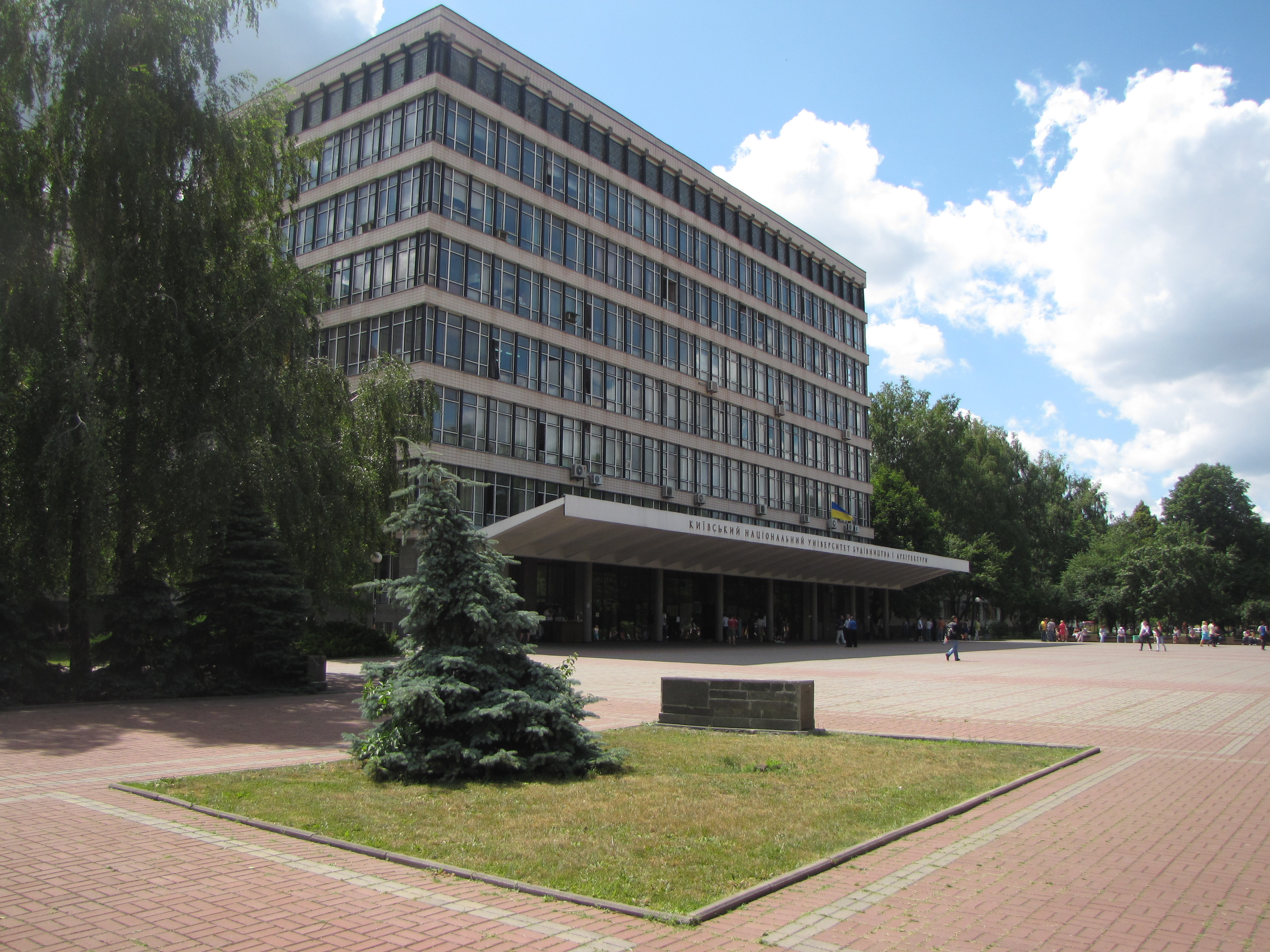
Universitätsgebäude der Nationalen Universität für Bauwesen und Architektur, Kiew

Kiewer Nationale Universität für Bauwesen und Architektur (ukrainisch Київський національний університет будівництва і архітектури (КНУБА); englisch Kyiv National University of Construction and Architecture (KNUCA), ehemals Kyiv Civil Engineering Institute) ist eine 1930 gegründete Universität in Kiew, Ukraine.

## Überblick
1930 wurde das Kiewer Institut für Bauwesen (Kyiv Civil Engineering Institute) von der Technischen Nationaluniversität der Ukraine „Polytechnisches Institut Kyjiw“ (NTUU „KPI“) und der Architekturabteilung der Kunstakademie in Kiew gegründet.
1993 wurde von der Regierung der Ukraine das Institut in Staatliche Universität für Bauwesen und Architektur und per Dekret des ukrainischen Präsidenten 1999 in die Nationale Universität für Bauwesen und Architektur umfirmiert.
Seit Bestehen der Universität wurden circa 40.000 Architekten und Ingenieure ausgebildet, davon 1.500 aus mehr als 70 Ländern der Erde. 2005 studieren circa 7.500 Studenten an der Hochschule; von den ca. 700 wissenschaftlichen Mitarbeitern sind ca. 120 Professoren und Dozenten. Abschlüsse sind in 25 verschiedenen Fachrichtungen möglich. Über 2.000 Studenten studieren am Fernstudiencenter der KNUCA.

## Fakultäten
- Bauwesen
- Städtebau und Stadtentwicklung
- Baukonstruktion und Bautechnologie
- Architektur
- Wasserbau
- Computer- und Informationswissenschaften
- Weiterbildungs- und Pädagogisches Zentrum
- Department of Heat Supply and Ventilation

## Hochschulkooperationen
- Hochschule Augsburg, Deutschland
- FernUniversität Hagen, Deutschland
- HAWK Hochschule für angewandte Wissenschaft und Kunst Hildesheim/Holzminden/Göttingen, Deutschland
- Technische Universität Braunschweig, Deutschland
- Fachhochschule Kärnten, Österreich
- Technische Universität Vilnius, Litauen
- Nationale Technische Universität Donezk, Ukraine

## Bekannte Absolventen oder Professoren
- Serhij Buschujew, (Сергі́й Дми́трович Бушу́єв) Professor und Leiter des Departements Projektmanagement der KNUCA, Redaktionschef von eJournal PM World Today
- Oleksandr Chorchot (1907–1993), ukrainischer Architekt[3]
- Heorhij Chorchot (1939–2014), ukrainischer Architekt[4]
- Heorhij Fuks (1927–2008), ukrainischer Brückeningenieur
- Oleksandr Omeltschenko (1938–2021), ukrainischer Bauingenieur, Politiker und Bürgermeister von Kiew
- Wolodymyr Poljatschenko (1938–2012), ukrainischer Politiker und Unternehmer
- Radoslav Zuk (1931–2024), ukrainischer Architekt[5], tätig in Kanada, Emeritus Professor an der McGill University, Honorarprofessor an der KNUCA